# Acantholimon strictiforme
Acantholimon strictiforme är en triftväxtart som beskrevs av Ennafa Vasil'evna Nikitina och Lazkov. Acantholimon strictiforme ingår i släktet Acantholimon och familjen triftväxter. Inga underarter finns listade i Catalogue of Life.